# El Rabal
El Rabal es un distrito de Zaragoza (Aragón, España). Abarca los barrios de Arrabal, Cogullada, Jesús, La Jota, Ríos de Aragón, La Azucarera, Picarral, Vadorrey y Soto del Gállego (en construcción). Está situado en la margen izquierda del Ebro. Está regido por una Junta municipal.

## Historia
El origen de la población de la margen izquierda del río Ebro a su paso por la ciudad de Zaragoza se remonta a la Edad Media, cuando algunos de sus gremios se establecieron en la zona del Arrabal. Todavía en el siglo XIX la margen izquierda del río Ebro se encontraba formada por barrios rurales. Con la llegada del ferrocarril a la ciudad, producida en la segunda mitad de dicho siglo, la zona comenzó a perder su carácter eminentemente agrícola. Los barrios de Jesús y de La Jota fueron creados durante los años 30 y 40 del pasado siglo a lo largo de la carretera de Barcelona, la que posteriormente se convertiría en la avenida de Cataluña.
El distrito es fruto de la división en dos del antiguo distrito Margen Izquierda en 2006, que también dio origen al nuevo distrito del ACTUR-Rey Fernando.

## Equipamientos
La Azucarera del Rabal es la sede de «Zaragoza Activa». Aglutina servicios especializados para el empleo y la formación, la participación, el apoyo a los emprendedores, la cultura y las nuevas tecnologías.
Dentro de la Azucarera del Rabal está la biblioteca para jóvenes Cubit —que abrió sus puertas el 1 de julio de 2010 —, que es el servicio de biblioteca pública con una importante sección especializada en jóvenes e incorporación de servicios propios de redes sociales (biblioteca 2.0). Es un proyecto del Ayuntamiento de Zaragoza, realizado en colaboración con la Fundación Bertelsmann y la Caja de Ahorros de la Inmaculada. Esta biblioteca tanto por su edificio, su colección y sus servicios puede ser el primer referente nacional de biblioteca para jóvenes.
El parque del Tío Jorge es una zona verde donde se solía celebrar la Cincomarzada.
El centro de especialidades Grande Covián es la referencia del distrito.
En la calle Sobrarbe, número 38 se encuentra la churrería más antigua de Aragón: la Bola de Plata (fundada en 1920).
Hasta su cierre, se encontraba la sede de Diario 16 Aragón en la calle

## Monumentos

### Puente de Piedra
El puente de Piedra y el Pretil de San Lázaro son un conjunto monumental levantado sobre el río Ebro en la ciudad de Zaragoza (España). En 1401 se iniciaron las obras del actual puente, dirigidas por Gil de Menestral, que concluyeron cuarenta años después. Los pretiles datan del siglo XVIII.

### Pairón del Puente de Piedra de Zaragoza

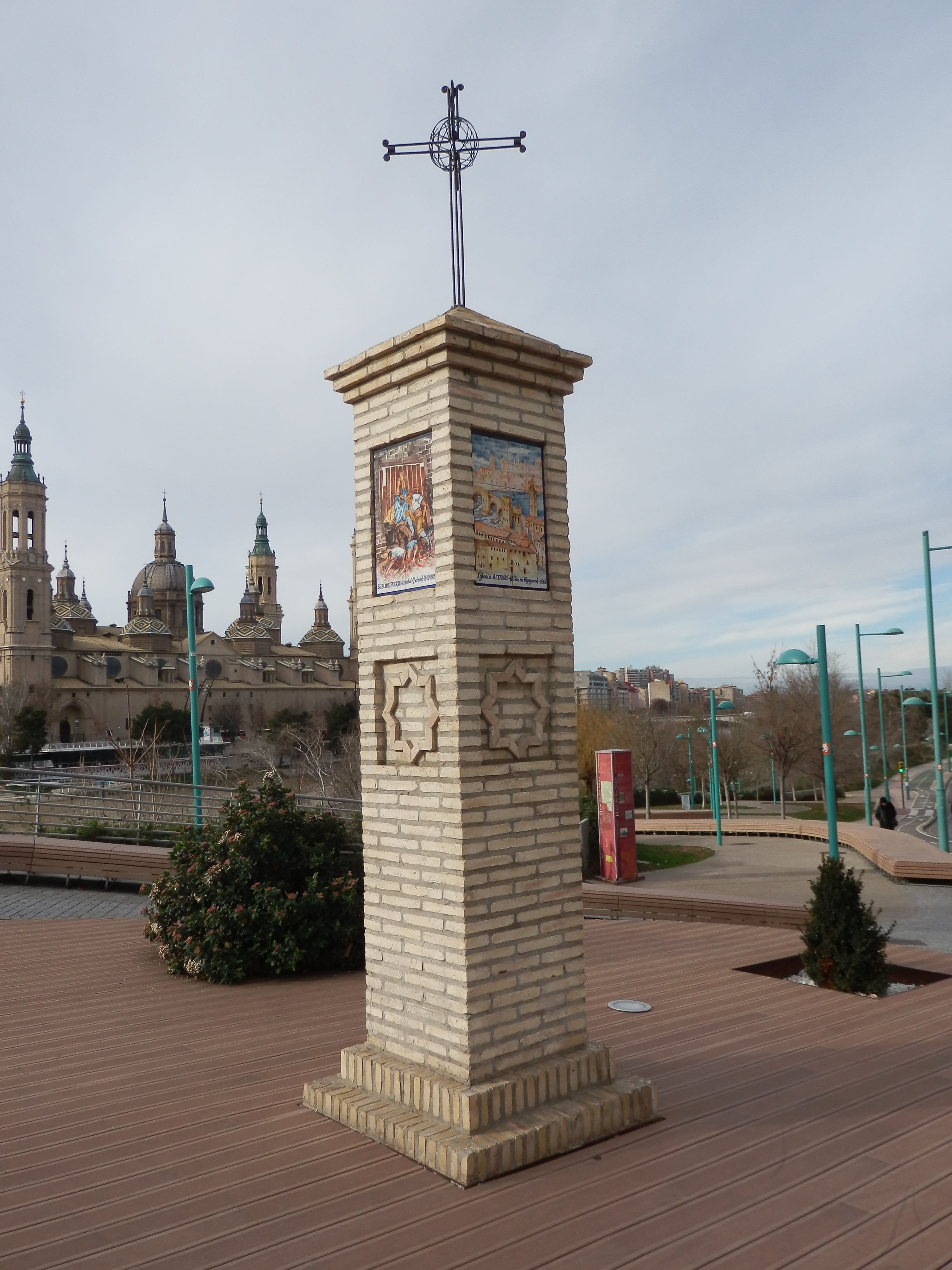
Pairon del Puente de Piedra.

Este monumento se levantó en el extremo norte del Puente de Piedra con motivo de la conmemoración del Bicentenario de la Liberación de la ciudad de Zaragoza. Encargado por la Asociación de Vecinos del barrio del Arrabal, y subvencionado por sus vecinos, fue creado de manera altruista por sus autores: el escultor Jesús Gazol, el pintor Rafael Navarro, el diseñador Pablo Polo y los maestros albañiles Pedro José Torres y Antoni Per.
Tiene 4,30 m de altura, 1 m de ancho y 1 m de profundidad.
El pedestal es de ladrillo, las placas son de cerámica y la cruz del remate es de hierro. El cuerpo del peirón en su parte media está adornado con un motivo estrellado en relieve que quiere imitar la decoración mudéjar y que se repite en cada una de sus caras.
El pairón fue inaugurado el 8 de julio de 2013.
En los Sitios de Zaragoza la caída de la iglesia de Altabás y del convento de San Lázaro supuso la rendición de los más de dos mil defensores del Arrabal, la primera que conseguían los franceses tras sesenta días de asedio.
El 9 de julio de 1813 las tropas francesas abandonaban Zaragoza poniendo así fin al largo periodo de ocupación. Con intención de retrasar a las tropas españolas en su persecución, el ejército francés voló la arcada norte del Puente de Piedra.

### Reloj de sol

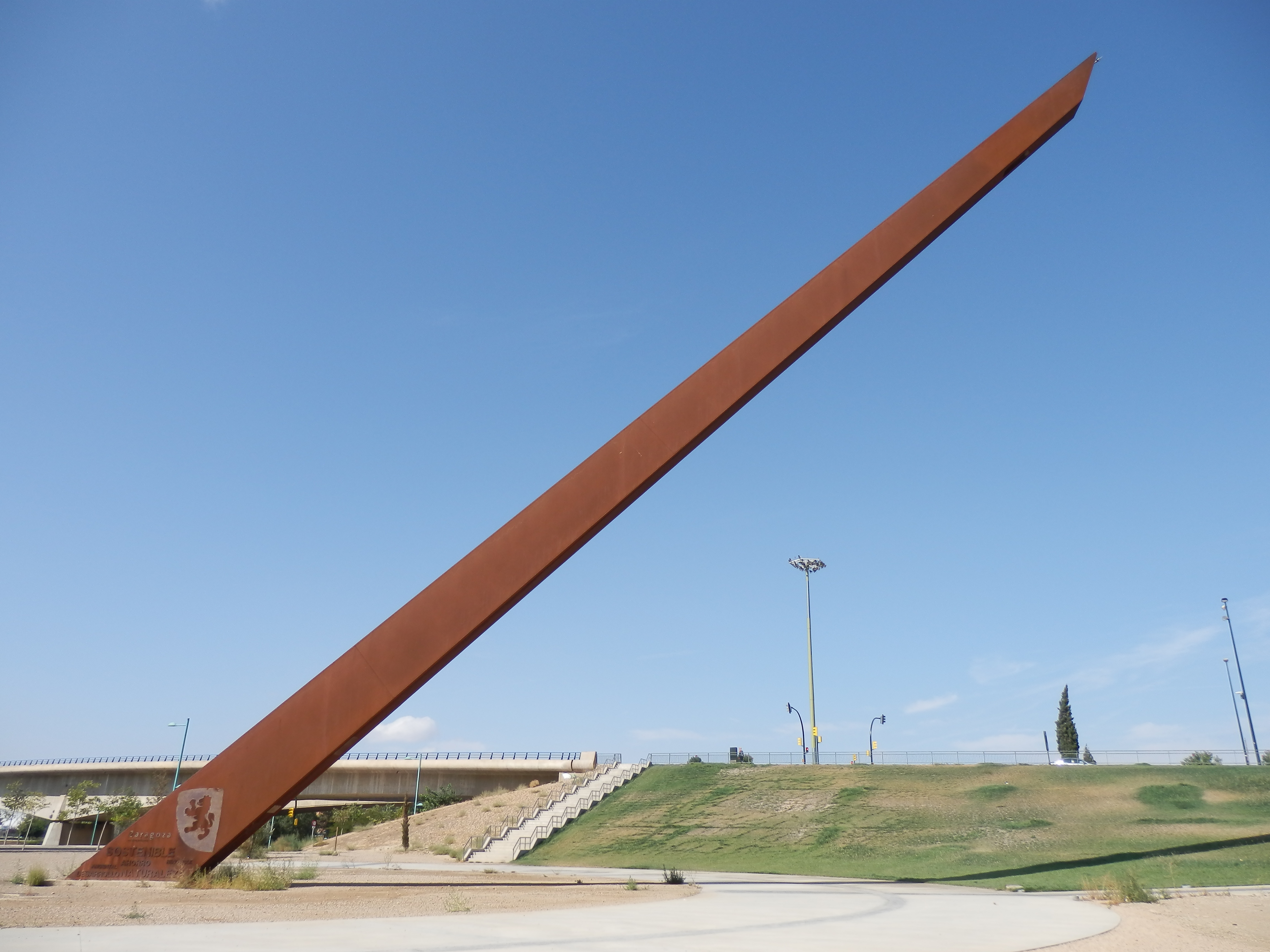
Reloj Solar Multicaja-Zaragoza

El Reloj solar Multicaja-Zaragoza es un dispositivo solar situado en la ciudad de Zaragoza, España.1
Se trata de un reloj horizontal que se compone de un gnomon, que es un mástil que proyecta la sombra, y un dial horizontal en forma de arco y empotrado en el pavimento circundante.
El gnomon tiene una longitud de 46 metros de largo, alcanzando una altura de 30,343 metros en su extremo. Está construido en acero autopatinable, tipo CORTEN. Era el mayor reloj de sol horizontal del mundo en 2011.

## Industrias

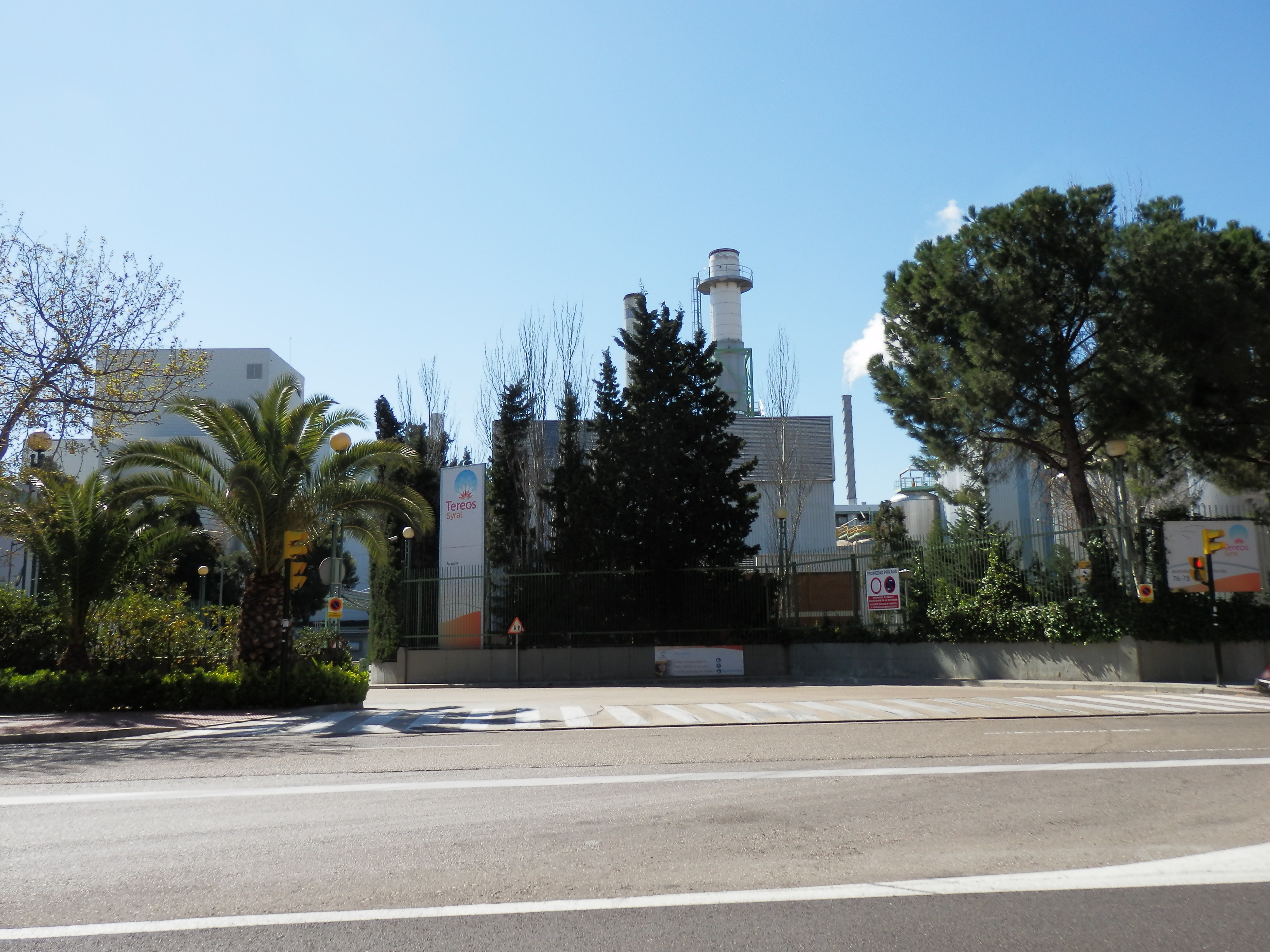
Tereos Syral.

En su territorio están los polígonos industriales de Cogullada, Alcalde Caballero y Molino del Pilar.
La empresa de Grupo Hierros Alfonso es uno de los mayores almacenistas y transformadores de hierro y acero de España. 
La papelera Saica es una de las mayores de España. Se dedica a producir soluciones sostenibles para el embalaje de papel y cartón ondulado.
Tereos Syral es una industria de procesamiento primario de cereales, patata y mandioca para la fabricación de almidones, dextrosa, jarabes de fructosa y glucosa. Syral Iberia procesa más de un millón de kilos de maíz al día. Adquiere entre el 60 % y el 70 % de la producción de maíz en Aragón.
En 2012 invirtió 28 millones de euros en la creación de una línea de producción de glucosa de grado farmacéutico con la que fabrica suero para alimentación intravenosa de pacientes hospitalarios. para hemodiálisis de enfermos renales y para diálisis peritoneal.

## Galería
|                   |
| Puente de Piedra. |

|                       |
| Pretil de San Lázaro. |

|                                |
| Leones en el Puente de Piedra. |

|                   |
| Puente de Hierro. |

|                     |
| Puente de la Unión. |

|                          |
| Embarcadero de Vadorrey. |

|                                                  |
| Medallón en las luminarias del Puente de Piedra. |

|                       |
| Balcón de San Lázaro. |

|                    |
| Callejón de Lucas. |

|                            |
| Fosa Común de Jesús Gazol. |

|                                                                                           |
| Monolito en homenaje a las once víctimas mortales del atentado terrorista de ETA de 1987. |

|                                                     |
| Monumento a los niños en el parque de la Esperanza. |

|                             |
| Antigua estación del Norte. |

|                                             |
| Dragón Emergente de Carlos Ochoa Fernández. |

|                                                                   |
| Obra de Nicolas Barrome y Amandine Urruti (Festival Asalto 2014). |

|                                        |
| Mural de Saner (Festival Asalto 2015). |

|                                                   |
| Mural de Íker Muro/Murone (Festival Asalto 2015). |

|                    |
| General Villacampa |

|  |
|  |

|                                               |
| Obra de Sebas Velasco (Festival Asalto 2015). |

|                                        |
| Obra de Pastel (Festival Asalto 2014). |

|                      |
| Azucarera del Rabal. |

|              |
| Casa Solans. |

|                       |
| Parque del Tío Jorge. |

|                         |
| Monumento al Tío Jorge. |

|                                       |
| Botella Manantial de Fernando Gúzman. |

|                            |
| Symbiosis de T. Hashimoto. |

|                    |
| Monumento al Ebro. |

|                           |
| Monumento a la industria. |

|                                                   |
| Noria en el barrio durante las Navidades de 2018. |

## Galería del Festival Asalto 2021

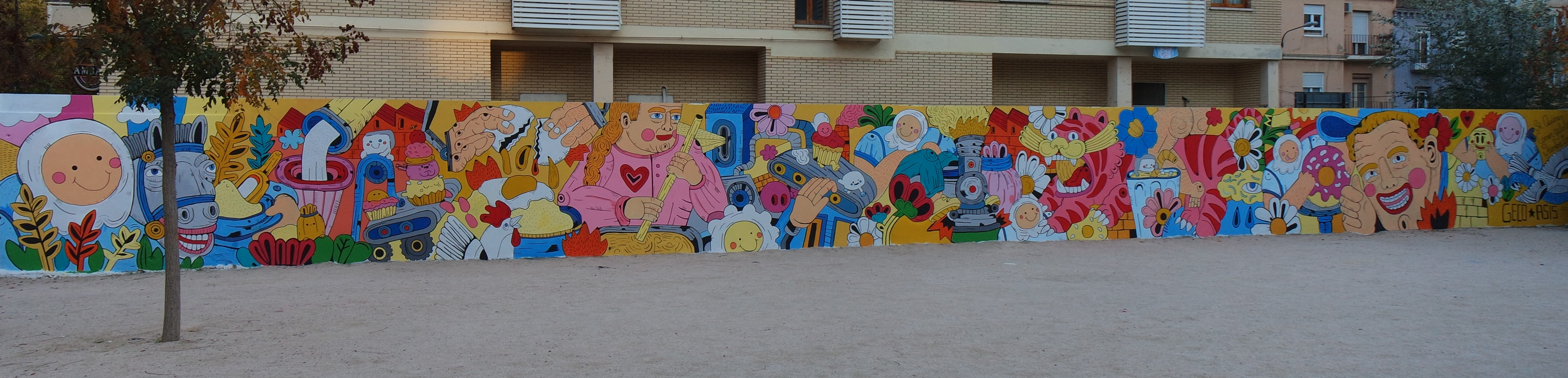

|  |
|  |

|  |
|  |

|  |
|  |

|  |
|  |

|  |
|  |

|  |
|  |

|  |
|  |